# Une fille dans la jungle
Une fille dans la jungle est un roman de Delphine Coulin publié en août 2017 aux éditions Grasset.

## Résumé
Le lecteur de cette fiction réaliste, voir naturaliste, en tout cas vraisemblable et pas misérabiliste, accompagne une petite troupe de six personnages, adolescents ou pré-adolescents, deux jeunes filles, Elira et Hawa, intégrées dans un groupe de garçons afghans, migrants, dans un lieu non précisé, à une époque non précisée.
Le camp de réfugiés français, en bord de mer (vent, vagues, sable), face à l'Angleterre (à 33 km), est en phase de démantèlement : l'évacuation de ce qui a été le plus grand bidonville d'Europe, avec près de 6 000 résidents, se termine, en bus, pour tous ceux qui ont accepté les propositions de relocalisation en France, les mineurs qui se sont inscrits attendant dans des conteneurs aménagés leur possible transfert promis en Angleterre.
Le récit raconte rapidement les conditions de départ et de voyage de chacun des six. Ainsi, Hawa, la onzième enfant, scolarisée, brillante, à la mort de son père, à treize ans, n'accepte pas d'être mariée de force à un homme mûr, connaît les misères des migrantes en Libye, et parvient à fuir l'esclavage sexuel avec Elira...  
Le groupe de six, semblable à des milliers d'enfants [...] évaporés en Europe en deux ans, survit le plus discrètement possible dans une tente-étable sordide, où, comme ailleurs, ça puait la fumée et les ordures. Ils refusent de croire aux discours des associations, parlent un anglais globish, n'ont d'espoir qu'en Angleterre. Quand la déforestation de la jungle, la destruction des cabanes, transforme le tout en une lande désertique, ils sont forcés de fuir, sac au dos, traqués par la police.
Ils se réfugient un temps dans un boxe à chevaux, dont ils sont vite délogés par les fermiers et leurs chiens. Ils retournent à la zone dévastée pour chercher dans les débris des boîtes de conserve. Ils finissent par trouver refuge dans un abri souterrain pour égoutiers.
Ils essaient de négocier le droit d'accès au parking d'entrée au tunnel auprès de deux réseaux concurrents, les Albanais et les Soudanais, sur la base de cinq cents euros par personne pour une semaine sans garantie (ou 7 500 euros par personne avec certitude d'embarquement). La première tentative de monter dans un camion est un échec, sauf pour Ibrahim, pour une heure. 
Le retour à l'abri commence par une violente bagarre, puisqu'il est occupé par un groupe de six jeunes Égyptiens menés par leur Chef. 
La cohabitation est difficile. Les Égyptiens arasent leurs empreintes digitales (au feu surtout). 
Ils veulent croire tel milliardaire égyptien qui promet d'offrir aux migrants une île à acheter à la Grèce ou à l'Italie.
Surtout, ils mènent des opérations de vol en groupe dans les magasins de la ville, et forcent le groupe de six à y participer, pour la nourriture, l'hébergement, et le paiement des passeurs.
Le groupe des Afghans s'offre malgré tout une tentative de fuite en train, qui échoue également, sauf pour Ibrahim. Les cinq sont emmenés au commissariat. Jawad est séparé, placé. 
Au retour à l'abri, le Chef propose aux quatre un passage à crédit...

## Personnages
- Hawa, éthiopienne, 13 ans à son départ, sans doute 15 ans
- Elira, albanaise, presque 15 ans
- Milad, afghan, 16 ans et demi, mais estimé majeur (d'après les médecins français)
- Jawad, afghan, 10 ans, frère du précédent
- Ali, afghan, 13 ans, le petit gros, écureuil
- Ibrahim, afghan, 15 ans (?)
- Chef, égyptien (d'Alexandrie), et son groupe : Coyote, La Hyène, Cheval, et les deux jumeaux

## Éditions
- La Fille dans la jungle, éditions Grasset, 240 pages  (ISBN 978-2-246-814-34-4).

## Réception
Le roman semble apprécié,.